# エンリケ・クレメンテ
エンリケ・クレメンテ・マサ（Enrique Clemente Maza、1999年3月4日 - ）は、スペイン・サラゴサ出身のサッカー選手。セグンダ・ディビシオン・ラシン・フェロル所属。ポジションはDF。

## クラブ経歴
アラゴン州のサラゴサに生まれ、レアル・サラゴサのカンテラで育成された。2017-18シーズンにBチームへと昇格すると、2019年8月30日、エルチェCFとのリーグ戦でトップチームデビューを果たした。
2019年8月30日、2020-21シーズンはUDログロニェスへレンタル移籍することが発表された。
2022年1月8日、サラゴサでの出場機会が激減したため、2021-22シーズンの後半はレアル・ソシエダBへレンタル移籍をした。
2022年8月27日、UDラス・パルマスに移籍した。
2023年8月1日、2023-24シーズンはラシン・フェロルへレンタル移籍することが決定した。